# Aigis (Missen-Wilhams)
Aigis (mundartlich: zem Oigəs, Aigis, ov Aigis nüv) ist ein Gemeindeteil der Gemeinde Missen-Wilhams im bayerisch-schwäbischen Landkreis Oberallgäu.

## Geographie
Das Dorf befindet sich circa 2,5 Kilometer nordwestlich des Hauptorts Missen. Westlich von Aigis liegt die Landkreisgrenze zu den Gemeinden Stiefenhofen und Grünenbach im Landkreis Lindau (Bodensee). Der Ort liegt im Grenzgebiet der alemannischen und schwäbischen Mundart. Östlich der Ortschaft verläuft die Untere Argen.

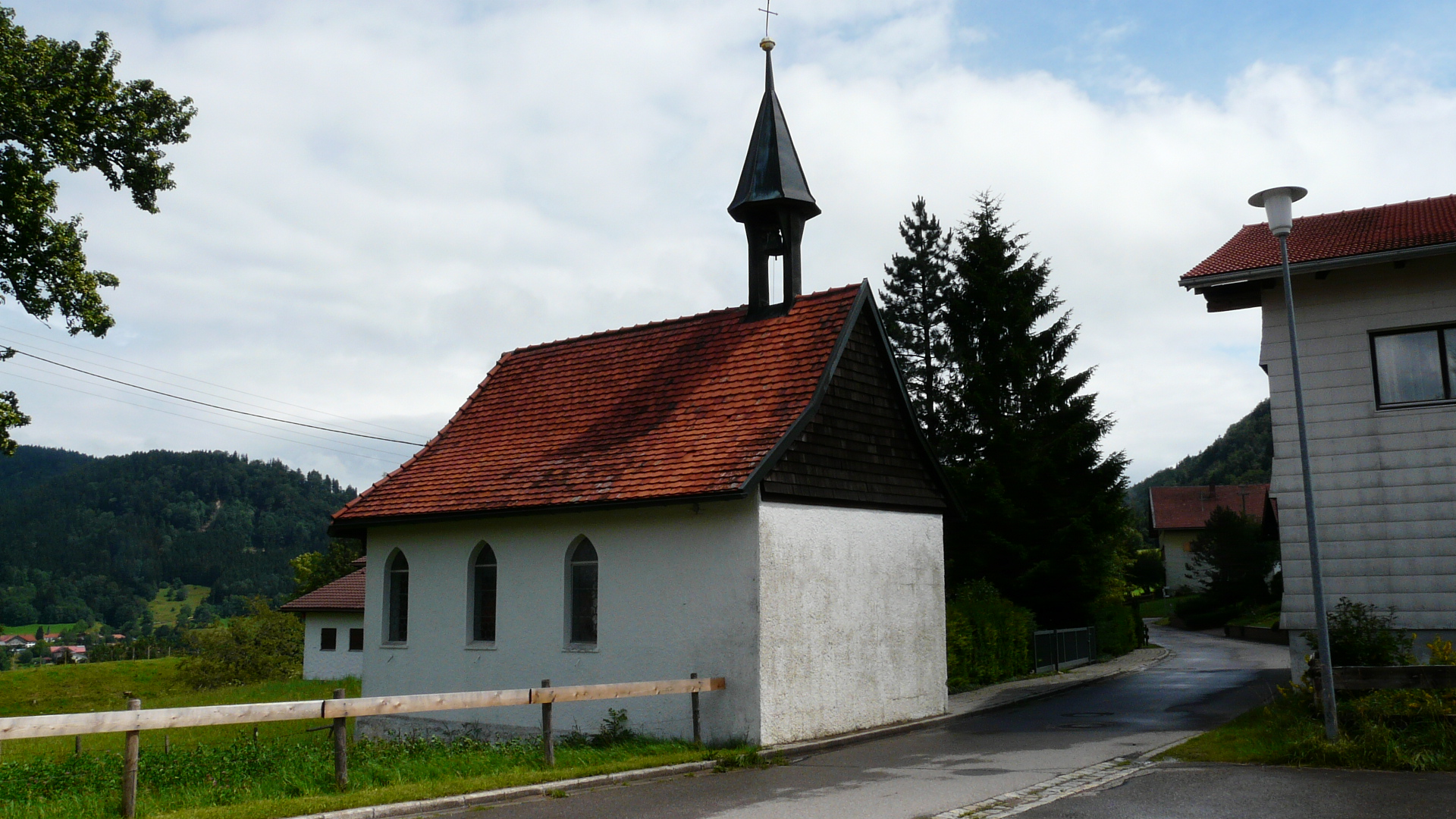
Sebastianskapelle in Aigis

## Ortsname
Der Ortsname stammt vom mittelhochdeutschen Personen(kurz)namen Eigel und bedeutet Ansiedlung des Eigel. Der Personenname Aigolt gilt eher als unwahrscheinlich.

## Geschichte
Aigis wurde erstmals urkundlich 1383 erwähnt mit einem „Gut zum Aygels, das der Gesler baut“. In Aigis saßen unter anderem Eglofser Freie (Bauern).

### Sebastianskapelle
1756 wurde die Sebastianskapelle erstmals erwähnt.  Im Jahre 1766 erfolgte ein Neubau der Kapelle, ohne die Genehmigung der Herrschaft Hohenegg einzuholen. Ein daraufhin angeordneter Abriss konnte nur durch eine Bittschrift der Aigiser an Kaiserin Maria Theresia abgewendet werden.

## Baudenkmäler
- Siehe: Liste der Baudenkmäler in Aigis